# El Món (Dubai)

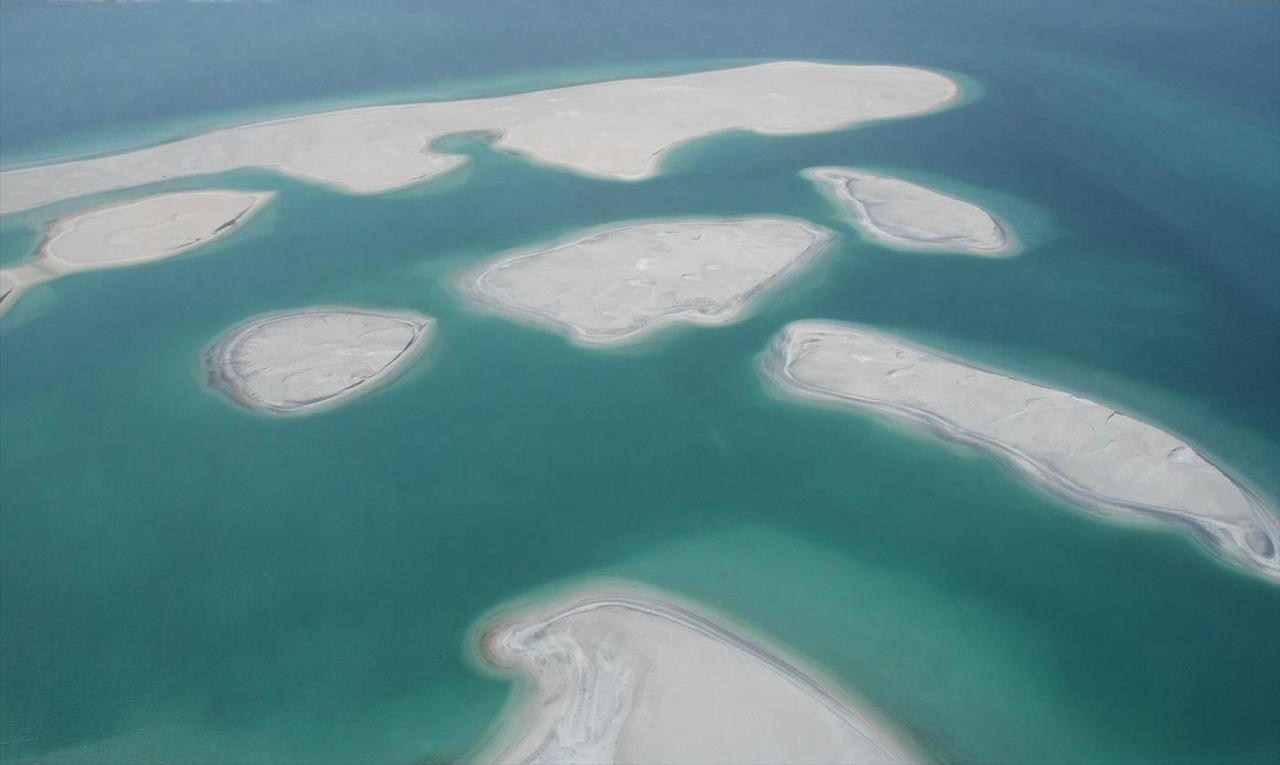
Aspecte d'algunes illes del Món el maig del 2007

El Món (en anglès The World) és un arxipèlag d'unes 300 illes artificials que formen en conjunt el mapa del món, rodejat d'un oval a manera d'escullera, situades a la costa de la ciutat de Dubai, als Emirats Àrabs Units, entre l'illa Jumeirah i Port Rashid. Fou un projecte patrocinat pel xeic Muhammad bin Rashid Al Maktum, emir de Dubai. Cada illa té entre 230.000 i 84.000 metres quadrats i està separada de les altres illes per entre 50 i 100 metres d'aigua. La comunicació és exclusivament per vaixell. Les illes estan completes, però la majoria avui dia estan buides tret de les sis del centre de l'arxipèlag que emulen Europa, pels dubtes que generen entre els promotors que haurien de desenvolupar-les. Entre els que han comprat aquí una illa hi ha nombrosos personatges de fama mundial com David Beckham, Michael Schumacher i Rod Stewart. Com les illes de la Palmera, el Món fou construït per Al-Nakheel Properties (Nakheel Corp.).